# Banharn Silpa-archa

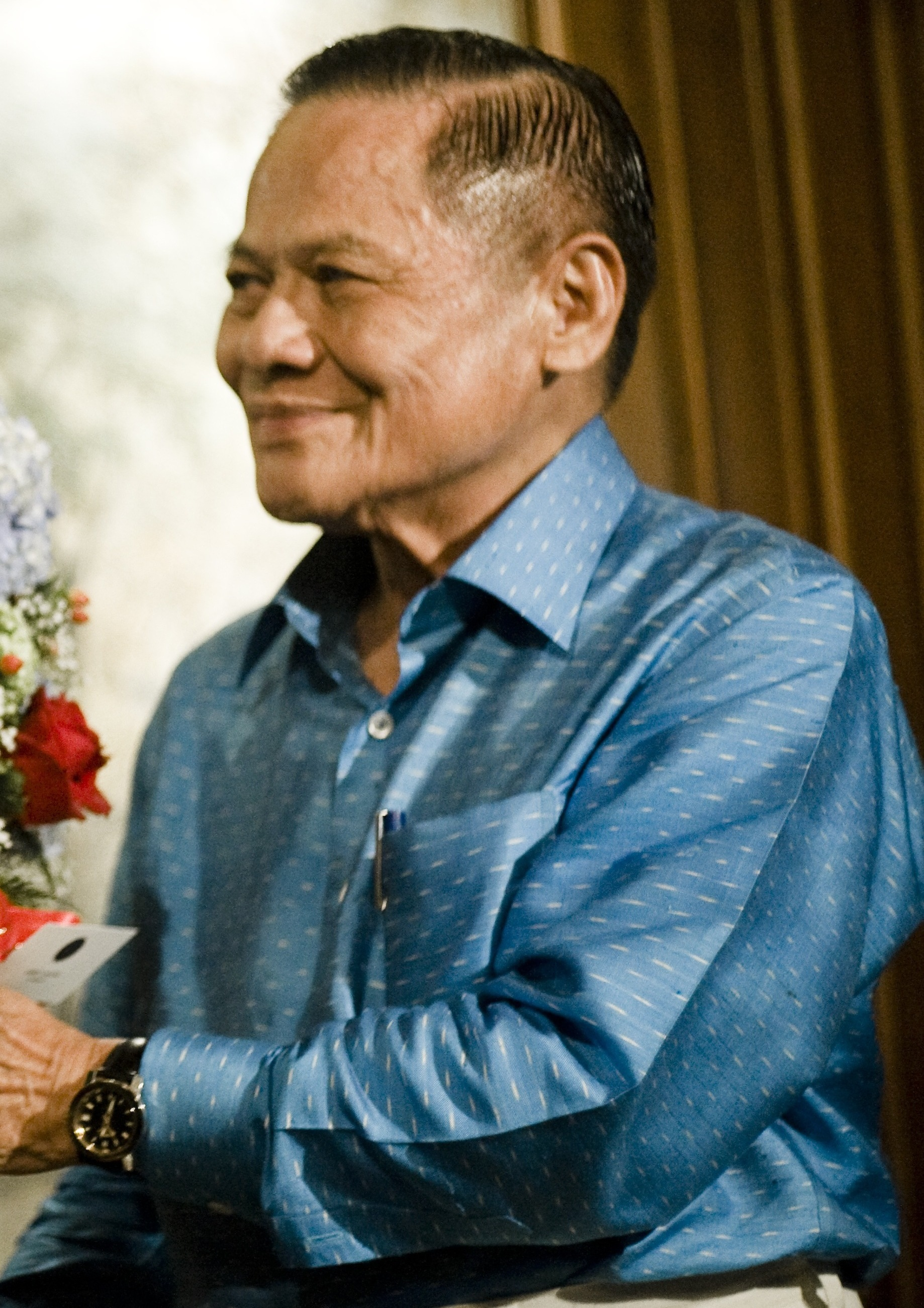
Banharn Silpa-archa (2010)

Banharn Silpa-archa (Thai: บรรหาร ศิลปอาชา, RTGS: Banhan Sinlapa-acha, Aussprache: [banhǎːn sǐnlápàʔaːʨʰaː]; * 19. August 1932 in Suphan Buri; † 23. April 2016 in Bangkok) war ein thailändischer Bauunternehmer und Politiker. Er war von 1994 bis 2008 Vorsitzender der Chart-Thai-Partei und von 1995 bis 1996 Ministerpräsident von Thailand.
Banharn stand zwischen 1980 und 1992 verschiedenen Ministerien vor und war von 1994 bis 1995 offizieller Oppositionsführer. Er sorgte für einen hervorragenden Ausbau der Infrastruktur in seiner Heimatprovinz Suphan Buri. Seine kurzlebige Regierung galt als wirtschaftspolitisch unfähig, litt an erheblichen Korruptionsvorwürfen und Streit zwischen den Koalitionsparteien. 2008 wurde er vom thailändischen Verfassungsgericht wegen Wahlmanipulation mit einem fünfjährigen Politikverbot belegt. Er nahm jedoch durch die Chartthaipattana-Partei, deren faktischer Anführer er war, weiterhin an der thailändischen Politik teil.

## Familie und Geschäftskarriere
Banharn war der Sohn chinesischer Einwanderer, die auf dem Markt von Suphan Buri Tuch verkauften. Sein ursprünglicher chinesischer Name war Tek Siang se Bae. Nach dem Schulabschluss ging er nach Bangkok und arbeitete zunächst als Laufbote in Büros. Erst viel später, als er bereits Politiker war, studierte er Rechtswissenschaft an der Ramkhamhaeng-Universität, einer zulassungsfreien Fernuniversität.
Er machte sich selbständig und bekam durch die Gunst von hohen Verantwortlichen beim Amt für öffentliche Bauarbeiten lukrative Staatsaufträge. Beispielsweise wurde er beauftragt, das Chlor für die Wasserversorgung zu liefern. Er gründete dann ein Bauunternehmen, das weiterhin hauptsächlich für das Amt für öffentliche Bauarbeiten arbeitete. Während des rapiden wirtschaftlichen Wachstums der 1960er-Jahre gab die Regierung zahlreiche Großprojekte, insbesondere Militäreinrichtungen, in Auftrag. Zudem handelte er mit Getreide und Baumaterialien. Seine verschiedenen Unternehmungen, die sich in alle möglichen Branchen erstrecken, machten ihn zum Milliardär.

## Politische Karriere
1974 ging er in die Politik und wurde für die rechte, militärnahe Chart-Thai-Partei Mitglied der Stadtverordnetenversammlung von Suphan Buri. 1976 bereits wurde er stellvertretender Generalsekretär der Partei, Senator und später für die Provinz Suphan Buri in das Repräsentantenhaus gewählt. Er fungierte als wichtiger Kapitalgeber der Chart-Thai-Partei. In ihr baute er ein Netzwerk lokaler Geschäftsleute auf. Dabei musste er wiederholt dem Vorwurf entgegentreten, sich politische Unterstützung und Loyalität mit Geld gekauft zu haben. Von der thailändischen Presse bekam er den Spitznamen Mr. Mobile ATM („wandelner Geldautomat“). Obwohl er kein Mitglied der Familie Choonhavan und ihres „Rajakru-Clans“ war, die die Chart-Thai-Partei ursprünglich gegründet hatte, gewann er erheblichen Einfluss in der Partei.
In Suphan Buri erhielt er regelmäßig mehr als 100.000 Stimmen und war damit einer der meistgewählten Politiker landesweit. In seiner Heimatprovinz spendete er Geld für Schulen, Brücken und andere Infrastrukturprojekte, die im Gegenzug nach ihm benannt wurden. Das wiederum führte zu der verbreiteten Aussage, die Provinz wäre Banharns „Eigentum“, oder sollte „Banharn-buri“ genannt werden. Er galt als „Pate von Suphan Buri“. Banharn pflegte auch gute Kontakte zu hohen Militärs und Politikern anderer Parteien, die vor allem auf seinen Reichtum und seine Kompromissbereitschaft bauten. 1981 wurde er Generalsekretär seiner Partei.
Banharn hatte verschiedene Ämter in Regierungen mit Beteiligung seiner Chart-Thai-Partei inne. Von 1980 bis 1983 war er Landwirtschaftsminister, von 1986 bis 1988 Minister für Verkehr und Kommunikation unter Prem Tinsulanonda. 1988 wurde sein Parteichef Chatichai Choonhavan Ministerpräsident und machte ihn zunächst zum Industrieminister, im Januar 1990 zum Innenminister und im Dezember desselben Jahres zum Finanzminister. Banharn nutzte seine Regierungsbeteiligung für Wahlkreisgeschenke an seine Heimatprovinz Suphan Buri. Diese bekam ein ausgezeichnetes Straßensystem und ein im Vergleich mit anderen Provinzen außerhalb der Hauptstadtregion beneidenswertes Telefonnetz.
1991 wurde die Regierung durch einen Militärputsch gestürzt, unter dem Vorwand, dass der Premier und mehrere Minister „ungewöhnlich reich“ geworden seien. Bereits im April 1992 war die Chart-Thai-Partei jedoch schon wieder an der Regierung beteiligt, ausgerechnet unter dem Putschführer General Suchinda Kraprayoon. Banharn wurde wieder Verkehrsminister. Kurze Zeit später wurde die Regierung durch Massenproteste gestürzt und die Chart-Thai-Partei fand sich in der Opposition wieder. 1994 übernahm Banharn den Parteivorsitz von Pramarn Adireksarn und wurde parlamentarischer Oppositionsführer. Banharn gilt als ein Hauptverantwortlicher für das in Thailand verbreitete System des Stimmenkaufs.

## Amtszeit als Ministerpräsident
Am 19. Mai 1995 ernannte der König Banharn zum Ministerpräsident, nachdem die Chart-Thai-Partei einen Wahlsieg davongetragen hatte. Banharns Viel-Parteien-Koalition hatte aufgrund grassierender Korruption einen schlechten Ruf. Sie bekam den Spitznamen „7-Eleven“-Koalition, weil sie einerseits aus sieben Parteien und 11 innerparteilichen Flügeln bestand und ihre Politiker andererseits das Regieren nach öffentlicher Wahrnehmung wie einen Selbstbedienungsladen der verbreiteten Einzelhandelskette verstanden. Sie wurde als unfähig wahrgenommen, da sie zu sehr mit internen Konflikten beschäftigt war, um den wichtigen wirtschaftlichen Problemen im Vorfeld der Asienkrise Aufmerksamkeit zu schenken. Banharn hatte selbst das Finanzministerium übernommen, obwohl er keinerlei Erfahrung in diesem Politikfeld hatte.
Während seiner Regierungszeit fanden zahlreiche hochrangige Veranstaltungen statt: neben den Begräbnisfeierlichkeiten zu Ehren der verstorbenen Königinmutter und dem Goldenen Jubiläum (dem 50. Jahrestag) der Thronbesteigung von König Bhumibol Adulyadej (Rama IX.) wurden auch ASEAN-Gipfel (1995) und die 18. Southeast Asian Games (SEA Games) in Chiang Mai abgehalten.
Im September 1996 verließen wichtige Koalitionspartner die Regierung und Banharn musste zurücktreten.

## Nach der Regierungszeit
Banharn blieb Vorsitzender der Chart-Thai-Partei, die bei den Neuwahlen im November 1996 mehr als die Hälfte ihrer Sitze verlor und in die Opposition ging. Ein Jahr später wurde sie jedoch wieder Juniorpartner in der Regierung von Chuan Leekpai, allerdings ohne dass Banharn einen Kabinettsposten übernahm. Auch als Thaksin Shinawatra 2001 Ministerpräsident wurde, blieb Banharns Partei Teil der Regierung. Sie verließ sie jedoch 2005 im Streit. 2006 verabredete Banharn mit den Vorsitzenden der beiden anderen wichtigen Oppositionsparteien, die Wahlen zu boykottieren, um gegen die Politik der Thaksin-Regierung und die empfundene Behinderung der Opposition zu protestieren. Bereits ein Jahr später verließ er jedoch die Opposition gegen Thaksin wieder und führte seine Partei in eine Koalition mit der Partei der Volksmacht. Das bestätigte sein Image als „glatter Aal“.
Das Verfassungsgericht verbot 2008 die drei Regierungsparteien, einschließlich der Chart-Thai-Partei, wegen Wahlrechtsverstößen und sprach ein fünfjähriges Politikverbot gegen ihre Spitzenpolitiker, also auch gegen Banharn aus. Die davon nicht betroffenen Mitglieder der Partei gründeten aber sogleich die Chartthaipattana-Partei, die als faktische Fortführung der Chart Thai fungiert und Banharns Bruder Chumpol Silpa-archa zum Vorsitzenden hatte. Auch Banharns Sohn Warawut und seine Tochter Kanchana gingen in die Politik und waren Vizeminister im Kabinett von Abhisit Vejjajiva. Banharn galt über Chumpols Tod hinaus aber weiter als faktischer Parteiführer. Hinter den Kulissen kontrollierte er nicht nur die Partei und ihre Abgeordneten, sondern auch die Ministerien, die von Parteimitgliedern geführt werden, sowohl in der Regierung von Abhisit, als auch im Nachfolgekabinett von Yingluck Shinawatra. Während der Flut in Thailand nach der Regenzeit 2011 sorgte Banharn durch Steuerung der Schleusen dafür, dass seine Heimatprovinz Suphan Buri weitgehend verschont blieb, während die Nachbarprovinzen stark davon betroffen waren.